# Ett rop som stiger
Ett rop som stiger är ett studioalbum av Jan Hammarlund, utgivet 1979 av Silence Records (skivnummer SRS 4654). På låten "Kvinna med tusen fanor" sjunger Hammarlund duett med Marie Bergman och Turid Lundqvist.

## Låtlista
A
1. "Señores och señoritas" – 2:47
2. "Solen bränner ovanför" – 4:19
3. "Sång om resan till månen" – 2:32
4. "Muchacha" – 3:22
5. "Riv alla stängsel" – 1:52
6. "Kvinna med tusen fanor" – 2:45

B
1. "Corrido om Texas" – 2:57
2. "Sång med alla" – 3:54
3. "Brev till hamnarbetarna" – 3:28
4. "Den försvunne" – 3:35
5. "Malagueña" – 5:03
6. "Eftertanke" – 1:45

## Medverkande
- Carlos Saravia – arr. av cello
- Christer Schapiro – gitarr, charango
- Jan Hammarlund – sång, gitarr, dombo
- Kjell Westling – basklarinett
- Lennart Lindström – kontrabas
- Maria Kratz – cello
- Marie Bergman – sång
- Pedro Ramirez – cuatro
- Petter Ljunggren – flöjt, kena
- Silvio Sanchez – bombo
- Turid Lundqvist – sång

### Fotnoter
1. ↑  ”Ett rop som stiger”. Progg.se. Arkiverad från originalet den 18 augusti 2010. https://web.archive.org/web/20100818215318/http://www.progg.se/band.asp?ID=17&skiva=13. Läst 31 augusti 2012.